# 1905 în literatură
- 1904 în literatură — 1905 în literatură — 1906 în literatură

Anul 1905 în literatură a implicat o serie de noi cărți semnificative.

## Evenimente
- Henryk Sienkiewicz a primit Premiul Nobel pentru Literatură

## Cărți noi
- Edwin Lester Linden Arnold - Lieutenant Gullivar Jones: His Vacation
- L. Frank Baum - Queen Zixi of Ix
  - - The Fate of a Crown (ca "Schuyler Staunton")
- Margarete Böhme - The Diary of a Lost Girl
- Rhoda Broughton - A Waif's Progress
- Frances Hodgson Burnett - A Little Princess
- Mary Boykin Chesnut - A Diary from Dixie
- Arthur Conan Doyle - The Return of Sherlock Holmes
- Antonio Fogazzaro - The Saint
- E. M. Forster - Where Angels Fear to Tread
- W. H. Hudson - A Little Boy Lost
- Jack London - White Fang
- Heinrich Mann - Professor Unrat
- George Moore - The Lake
- Baroness Orczy - The Scarlet Pimpernel
  - The Case of Miss Elliot
  - By the Gods Beloved
- Hjalmar Söderberg - Doctor Glas
- Mark Twain - King Leopold's Soliloquy
- Jules Verne - Invazia mării
  - Farul de la capătul lumii
- Elizabeth von Arnim - Princess Priscilla's Fortnight
- Mary Augusta Ward - The Marriage of William Ashe
- H.G. Wells - Kipps
- Edith Wharton - The House of Mirth

## Teatru
- David Belasco – The Girl of the Golden West
- Jacinto Benavente – Rosas de otoño
- Clyde Fitch – The Woman in the Case
- Maxim Gorky – Copii soarelui (Дети солнца)
- Harley Granville-Barker – The Voysey Inheritance
- Sacha Guitry
  - Le KWTZ
  - Nono
- Alois Jirásek – Lantern
- Rainis – Uguns un nakts (Foc și noapte)
- George Bernard Shaw
  - Major Barbara
  - Man and Superman (premiera)
- J. M. Synge – The Well of the Saints

## Poezie
- Octavian Goga - Poezii
- E. Clerihew Bentley – Biography for Beginners
- Gjergj Fishta – Lahuta e Malcís
- Sarojini Naidu – The Golden Threshold
- Rainer Maria Rilke – Das Stunden-Buch
- Violet Teague – Night Fall in the Ti-Tree

## Nașteri
- 2 ianuarie- Jainendra Kumar (d. 1888)

## Decese
- 20 martie - Antonin Proust (n. 1832)
- 24 martie - Jules Verne (n. 1828)

## Premii
- Premiul Nobel pentru Literatură: Henryk Sienkiewicz